# El-Olympi
El-Olympi (arabsky النادي الأوليمبي المصري بالأسكندريه) je egyptský fotbalový klub hrající v Egyptské druhé divizi. Své domácí zápasy hraje na alexandrijském stadionu Alexandria Stadium s kapacitou pro 19 700 diváků. El-Olympi je jedním z nejstarších egyptských fotbalových klubů. Největšího úspěchu dosáhli v roce 1966, kdy zvítězili v Egyptské Premier League.

## Ocenění
- Egyptská Premier League: 1x

1966
- Egyptský pohár: 2x

1933, 1934

## Účast v soutěžích CAF
- Liga mistrů CAF: 1x

1967 (Čtvrtfinále)

## Významní hráči
- Ahmed El-Kass